# The Story of Time
The Story of Time è un cortometraggio animato del 1951 diretto da Michael Stainer-Hutchins.
Fu presentato alla 1ª edizione del Festival di Berlino dove si aggiudicò la Targa d'oro come miglior film pubblicitario. Nel 1952 fu candidato agli Oscar come miglior cortometraggio.

## Trama
Attraverso la tecnica stop-motion, in questo breve film animato sponsorizzato dalla Rolex vengono rappresentati i numerosi modi utilizzati dall'uomo per misurare il passare del tempo nel corso della storia, dalle meridiane ai semplici dispositivi meccanici, fino ai più complessi orologi moderni.